# منوچهر صدوقی سها
منوچهر صدوقی سها (زاده ۱۳۲۷ در اردبیل) حقوقدان، وکیل پایه یک دادگستری، استاد فلسفه، عرفان‌پژوه و نویسنده اهل ایران است. او تحصیلات دانشگاهی‌اش را در رشته حقوق در دانشگاه تهران تا مقطع لیسانس پی گرفت. بعد از آن تحصیلات خود را در حوزه علمیه ادامه داد. افزون بر تحقیق و نگارش او استاد فلسفه و حکمت و عرفان دانشگاه و همچنین مؤسسه حکمت و فلسفه است. او داماد محمدتقی جعفری است.
- منوچهر صدوقی سها در مورد حاج باباخان اردبیلی از سرداران نهضت مشروطه در اردبیل و همرزم ستارخان می‌گوید:

حاج باباخان پس از سرکوب مشروطه خواهان به دست عوامل کودتا به شهادت رسیده و در آن زمان در روستای نوشهر خاکسپاری شده که بعد از سال‌ها به قطعه مفاخر اردبیل منتقل شده که باید تلاش و جدیت بر شناساندن هر چه بیشتر چنین مفاخری در اردبیل باشد. هرچند انسان‌های گمنام و مجاهد زیادی به سرنوشت حاج باباخان دچار شده‌اند که باید تلاش کنیم تا این چهره‌های تاریخی در فرصت‌های مناسب برای مردم و به ویژه نسل جوان معرفی و شناسانده شوند تا مجاهدت‌ها و دلاوری‌های آنها به فراموشی تاریخ سپرده نشود.

## آثار[۹]
- تحریر ثانی تاریخ حکماء و عرفای متاخر، تهران: حکمت، ۱۳۸۱
- التفسیر المنتسب الی مولنا ابی عبدالله جعفر بن محمد الصادق علیهما السلام، تهران: حکمت، ۱۳۸۷
- شطری از اوائل امور عامه شرح منظومه حکمت سبزواری، حسن و وحیددستگردی، جهانگیر قشقایی، منوچهر صدوقی سها (گردآورنده)، تهران: مولی، ۱۳۸۷
- شرح جدید منظومه سبزواری، تهران: آفرینش، ۱۳۸۱
- فوائد در عرفان و فلسفه و تصوف و تاریخ آن، تهران: آفرینش، ۱۳۸۳
- رساله در برخی از مسائل الهی عام، تهران: انجمن آثار و مفاخر فرهنگی، ۱۳۸۳
- منتخب معجم الحکماء، تهران: مؤسسه پژوهشی حکمت و فلسفه ایران، ۱۳۸۴
- صوفی صومعه قدس: یادواره مولنا میرزا محمدعلی حکیم شیرازی دارنده لطایف العرفان، منوچهر صدوقی سها (تدوین)، تهران: مولی، ۱۳۸۹
- الحاوی علی رسائل جمه مفرده فی الفحص عن انیه التفسیر و التاویل و مائیتهما باقسامها و ما یتعلق بهما من المحکم و المتشابه و الظهر و البطن و غیره، منوچهر صدوقی سها (مقدمه)، تهران: حکمت، ۱۳۸۸
- تفاسیر عقلیه لفلاسفه الهیین، تهران: حکمت، ۱۳۸۹
- «مقدمه قیصری بر فصوص الحکم»، محی‌الدین عربی، منوچهر صدوقی سها (مترجم)
- ماللهند، ابوریحان بیرونی، منوچهر صدوقی سها (مترجم)
- دو رساله در تاریخ تصوف جدید ایران: تاریخ انشعابات متاخره (سلسله نعمت اللهیه) و ترجمه حال کیوان قزوینی، تهران: پاژنگ، ۱۳۷۰
- پاتانجلی، ریخته خامه ابوریحان بیرونی، بر پایه طبع هلموت ریتر، تهران: پژوهشگاه علوم انسانی و مطالعات فرهنگی، ۱۳۷۹
- «سلسله المختارات من نصوص التفسیر المستنبط»
- معراج نامه، نوشته آقا میرزا مهدی آشتیانی، منوچهر صدوقی سها (مصحح)